# 지짐술

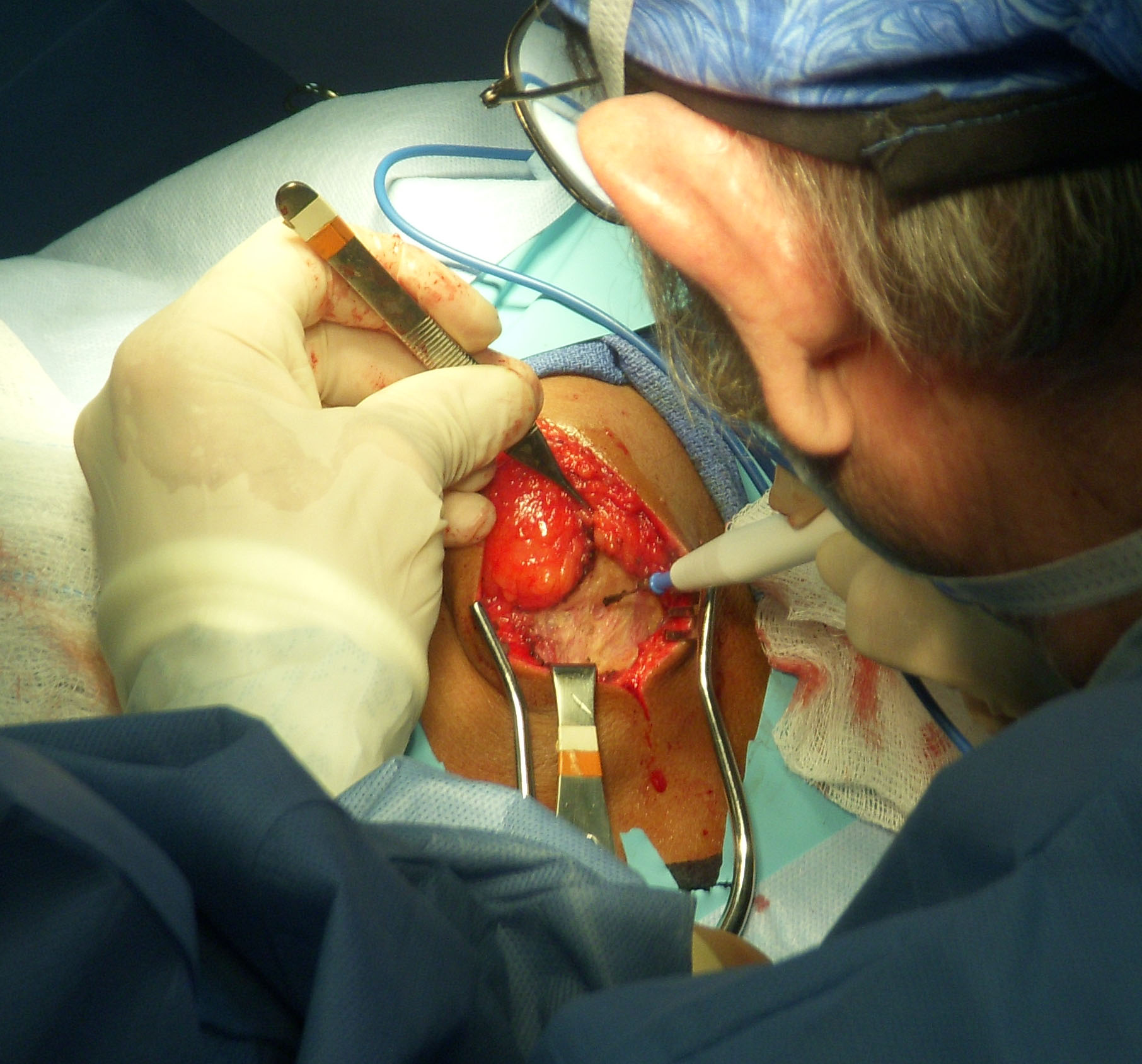

지짐술(-術; 영어: cauterization, cauterisation) 또는 소작술(燒灼術; 영어: cautery)은 신체의 일부를 제거하기 위해 태우는 의료적 기법이다. 부식(腐蝕) 또는 뜸질이라고도 한다.
전기를 이용하는 경우 전기지짐술이라고 하며, 환부를 태움으로서 지혈하는 의료기구 전기소작기(electrocautery)를 이용하여 수행된다. 그 외에 화합물을 활용하서 소작을 하기도 한다
이 기법은 한때 상처 치료에 널리 사용되었다. 항생제의 출현 이전에 다음과 같은 목적으로 효과적으로 사용되었다:
- 심각한 출혈을 멈추고(지혈), 방혈을 예방한다.
- 절단부를 봉쇄한다.

지짐술은 역사적으로 감염을 예방하는 것으로 믿겨졌으나 현재의 연구에 따르면 이 수술은 더 많은 조직 상해를 일으켜 세균에 더 취약한 환경을 제공함으로써 실제로 감염의 위험성을 높인다.

## 역사
지짐술은 특히 절단이 일어났을 때 막중한 출혈을 막기 위해 사용되었다. 과정은 단순하다. 금속 조각을 불에 가열시킨 다음 상처에 덧대는 것이다. 조직과 혈액이 극심한 온도로 빠르게 가열되어 혈액의 응고를 일으킴으로써 막대한 조직 파괴가 있긴 하지만 출혈을 통제할 수 있게 된다.

## 같이 보기
- 전기수술